# 2018 GG
2018 GG — астероид, сближающийся с Землёй.
Сближение с Землёй состоялось 11 апреля 2018 года в 21:58 UTC, расстояние — 1,798 млн км, относительная скорость 13,895 км/c (50 020 км/ч).
Во время состоявшегося сближения была уточнена орбита астероида и рассчитано время следующего сближения, которое состоится 12 апреля 2127 года.

## Сближения
| дата             | а. е.    | расстояний до Луны | небесное тело |
| ---------------- | -------- | ------------------ | ------------- |
| 11.04.2018 21:58 | 0,012021 | 4,68               | Земля         |
| 12.04.2127 11:44 | 0,010036 | 3,91               | Земля         |
| 12.04.2127 19:40 | 0,008711 | 3,39               | Луна          |